# شهلا اعزازی
شهلا اعزازی (۱۳۲۸–) جامعه‌شناس، استاد دانشگاه، نویسنده، مترجم و پژوهشگر ایرانی است.
او عضو هیئت علمی دانشگاه علامه طباطبایی است و عضویت گروه‌های تخصصی مانند انجمن جامعه‌شناسی ایران و مدیریت گروه علمی - تخصصی مطالعات زنان این انجمن، عضویت انجمن محققان مستقل مسایل زنان، و داوری جایزه کتاب صدیقه دولت‌آبادی را داشته‌است.

## زندگی‌نامه
شهلا اعزازی در ۱۳۲۸ از پدر و مادری اهل بندر انزلی در تهران زاده شد و در رشته طبیعی تحصیل کرد و برای ادامه تحصیل در جامعه‌شناسی و اقتصاد به اتریش رفت. او دکترای خود را از دانشگاه وین گرفت.
اعزازی عضو هیئت علمی دانشگاه علامه طباطبایی و استاد رشته‌های جامعه‌شناسی و مطالعات زنان و درس‌های جامعه‌شناسی خانواده، ارتباطات جمعی، و آموزش و پرورش است.
او در زمینه‌هایی همچون بهبود کیفیت آموزش عالی، الگوهای خانوادگی، و خشونت علیه زنان در خانه پژوهش و تألیف می‌کند و در نشریه‌های تخصصی مقاله دارد. شهلا اعزازی عضو انجمن جامعه‌شناسی ایران و مدیر گروه علمی - تخصصی مطالعات زنان این انجمن است. او همچنین عضو انجمن محققان مستقل مسایل زنان و نیز از داوران جایزه کتاب صدیقه دولت‌آبادی است.